# Krzymów
Krzymów [pronunciación en polaco: /ˈkʂɨmuf/] es un pueblo en el Distrito de Konin, Voivodato de Gran Polonia, en el centro-oeste de Polonia. Es la sede de la gmina (distrito administrativo) llamada Gmina Krzymów. Se encuentra aproximadamente 12 kilómetros al este de Konin y 106 kilómetros al este de la capital regional, Poznań.
El pueblo tiene una población de 524 habitantes.